# 博尔索弗区
博尔索弗区（Bolsover District），英格兰德比郡一区。面积160平方千米。行政中心设在曼斯菲尔德。博尔索弗镇有不列颠最大的无烟燃料厂。现大力发展新型工业以补偿煤炭工业的衰落。